# 12456 Ґенічіаракі
12456 Ґенічіаракі (12456 Genichiaraki) — астероїд головного поясу, відкритий 2 січня 1997 року.
Тіссеранів параметр щодо Юпітера — 3,475.